# باشگاه فوتبال مونیسیپال
باشگاه فوتبال مونیسیپال که همچنین با نام مونیسیپال یا لوس روجوس (قرمزها) نیز شناخه می‌شود، یک باشگاه فوتبال است که در گواتمالاسیتی، گواتمالا قرار دارد.

## افتخارات

### داخلی
- لیگ برتر گواتمالا: ۳۴ قهرمانی
- جام حذفی گواتمالا: ۸ قهرمانی
- سوپر جام گواتمالا: ۵ قهرمانی

### قاره‌ای
- جام قهرمانان کونکاکاف: ۱ قهرمانی (۱۹۷۴)
- جام اونکاف اینترکلوب: ۴ قهرمانی (۱۹۷۴، ۱۹۷۷، ۲۰۰۱، ۲۰۰۴)
- کوپا اینترامریکانا: ۱ نایب قهرمانی (۱۹۷۴)